# اسمایلاگیچا پولیه
شهر اسمایلاگیچا پولیه (به روسی: Смајлагића Полљ) در کشور مونته‌نگرو واقع شده‌است. جمعیت این شهر ۹۳۷ نفر  است.